# Pešćenica Vinicka
Pešćenica Vinicka falu Horvátországban, Varasd megyében. Közigazgatásilag Vinicához tartozik.

## Fekvése
Varasdtól 16 km-re nyugatra, községközpontjától Vinicától 4 km-re délnyugatra a Zagorje hegyei között fekszik.

## Története
A falunak 1857-ben 118, 1910-ben 256 lakosa volt. A trianoni békeszerződésig Varasd vármegye Varasdi járásához tartozott. 2001-ben 52 háztartása és 150 lakosa volt.

## Népessége
| Lakosság változása | Lakosság változása | Lakosság változása | Lakosság változása | Lakosság változása | Lakosság változása | Lakosság változása | Lakosság változása | Lakosság változása | Lakosság változása | Lakosság változása | Lakosság változása | Lakosság változása | Lakosság változása | Lakosság változása | Lakosság változása |
| ------------------ | ------------------ | ------------------ | ------------------ | ------------------ | ------------------ | ------------------ | ------------------ | ------------------ | ------------------ | ------------------ | ------------------ | ------------------ | ------------------ | ------------------ | ------------------ |
| 1857               | 1869               | 1880               | 1890               | 1900               | 1910               | 1921               | 1931               | 1948               | 1953               | 1961               | 1971               | 1981               | 1991               | 2001               | 2011               |
| 118                | 124                | 158                | 179                | 208                | 256                | 244                | 285                | 325                | 283                | 252                | 219                | 213                | 171                | 150                | 125                |

## Külső hivatkozások
- Vinica község hivatalos oldala